# Mas-Cabardès
Pour les articles homonymes, voir Mas.
Mas-Cabardès  en occitan Lo Mas de Cabardés est une commune française, située dans le nord du département de l'Aude en région Occitanie.
Sur le plan historique et culturel, la commune fait partie de la Montagne Noire, un massif montagneux constituant le rebord méridional du Massif central. Exposée à un climat océanique altéré, elle est drainée par l'Orbiel, le Rieutort et par un autre cours d'eau. La commune possède un patrimoine naturel remarquable composé de quatre zones naturelles d'intérêt écologique, faunistique et floristique.
Mas-Cabardès est une commune rurale qui compte 173 habitants en 2022, après avoir connu un pic de population de 895 habitants en 1851. Elle fait partie de l'aire d'attraction de Carcassonne. Ses habitants sont appelés les Mascabardésiens ou  Mascabardésiennes.
Le patrimoine architectural de la commune comprend deux  immeubles protégés au titre des monuments historiques : l'église Saint-Étienne, inscrite en 1926, et la croix, classée en 1933.

## Géographie
Commune de l'aire urbaine de Carcassonne située dans la Montagne noire, en limite du parc naturel régional du Haut-Languedoc en Pays du Cabardès sur l'Orbiel.

### Communes limitrophes
Les communes limitrophes sont  Les Ilhes, Les Martys, Mazamet, Miraval-Cabardès et Roquefère.
| Les Martys       | Mazamet (Tarn) |                                               |
| Miraval-Cabardès | Mas-Cabardès   | Roquefère                                     |
|                  | Les Ilhes      | Labastide-Esparbairenque (par un quadripoint) |

### Relief
À une altitude moyenne de 340 m, le village se situe pour partie en fond de vallée le long d'une boucle de l'Orbiel, et pour partie sur les versants. Le territoire communal dans son ensemble est en forte pente et très étiré ; il se prolonge sur les hauteurs de la Montagne noire à plus de 900 m d'altitude en bordure du département du Tarn.

### Hydrographie
La commune est dans la région hydrographique « Côtiers méditerranéens », au sein du bassin hydrographique Rhône-Méditerranée-Corse. Elle est drainée par l'Orbiel, le Rieutort et le ruisseau des Douilhols, qui constituent un réseau hydrographique de 8 km de longueur totale,.
L'Orbiel, d'une longueur totale de 40,9 km, prend sa source dans la commune de Mazamet et s'écoule vers le sud. Il traverse la commune et se jette dans l'Aude à Trèbes, après avoir traversé 14 communes.
Le Rieutort, d'une longueur totale de 12,2 km, prend sa source dans la commune des Martys et s'écoule vers le sud-est. Il traverse la commune et se jette dans l'Orbiel sur le territoire communal, après avoir traversé 4 communes.

### Climat
Pour des articles plus généraux, voir Climat de l'Occitanie et Climat de l'Aude.
En 2010, le climat de la commune est de type climat océanique altéré, selon une étude s'appuyant sur une série de données couvrant la période 1971-2000. En 2020, Météo-France publie une typologie des climats de la France métropolitaine dans laquelle la commune est toujours exposée à un climat océanique altéré et est dans une zone de transition entre les régions climatiques « Aquitaine, Gascogne » et « Provence, Languedoc-Roussillon ».
Pour la période 1971-2000, la température annuelle moyenne est de 12,1 °C, avec une amplitude thermique annuelle de 15,4 °C. Le cumul annuel moyen de précipitations est de 1 070 mm, avec 10,6 jours de précipitations en janvier et 5,4 jours en juillet. Pour la période 1991-2020, la température moyenne annuelle observée sur la station météorologique la plus proche, située sur la commune des Martys à 7 km à vol d'oiseau, est de 10,2 °C et le cumul annuel moyen de précipitations est de 1 365,7 mm,. Pour l'avenir, les paramètres climatiques de la commune estimés pour 2050 selon différents scénarios d'émission de gaz à effet de serre sont consultables sur un site dédié publié par Météo-France en novembre 2022.

### Milieux naturels et biodiversité
L’inventaire des zones naturelles d'intérêt écologique, faunistique et floristique (ZNIEFF) a pour objectif de réaliser une couverture des zones les plus intéressantes sur le plan écologique, essentiellement dans la perspective d’améliorer la connaissance du patrimoine naturel national et de fournir aux différents décideurs un outil d’aide à la prise en compte de l’environnement dans l’aménagement du territoire.
Deux ZNIEFF de type 1 sont recensées sur la commune :
les « gorges de l'Orbiel à Miraval-Cabardès » (830 ha), couvrant 3 communes du département, et 
la « vallée de l'Orbiel » (45 ha), couvrant 7 communes du département
et deux ZNIEFF de type 2, : 
- les « crêtes et pièmonts de la Montagne Noire » (27 188 ha), couvrant 26 communes dont 24 dans l'Aude et 2 dans l'Hérault[16] ;
- la « montagne Noire (versant Nord) » (31 971 ha), couvrant 37 communes dont 14 dans l'Aude, 2 dans la Haute-Garonne, 3 dans l'Hérault et 18 dans le Tarn[17].

Carte des ZNIEFF de type 1 et 2 à Mas-Cabardès.
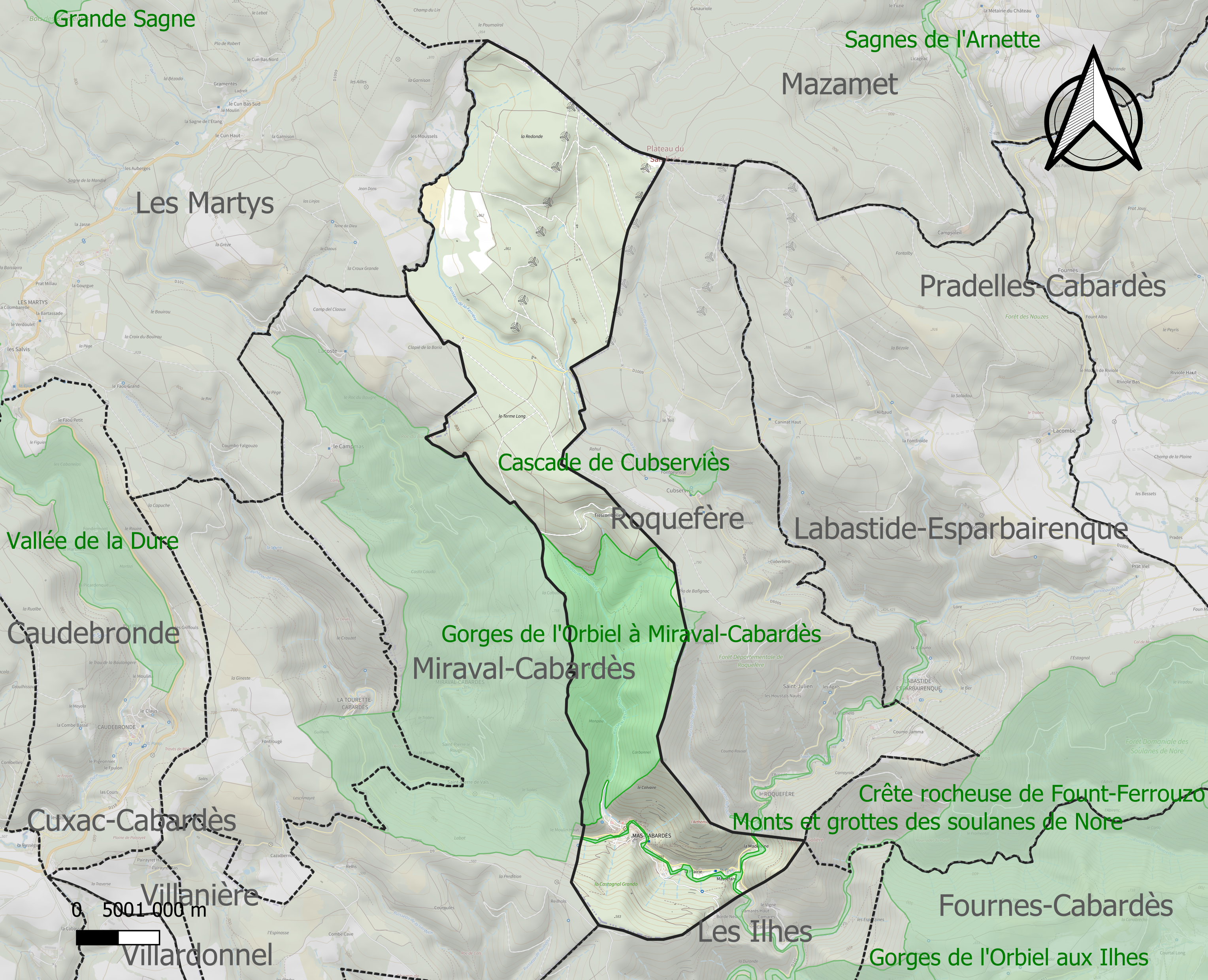
Carte des ZNIEFF de type 1 sur la commune.
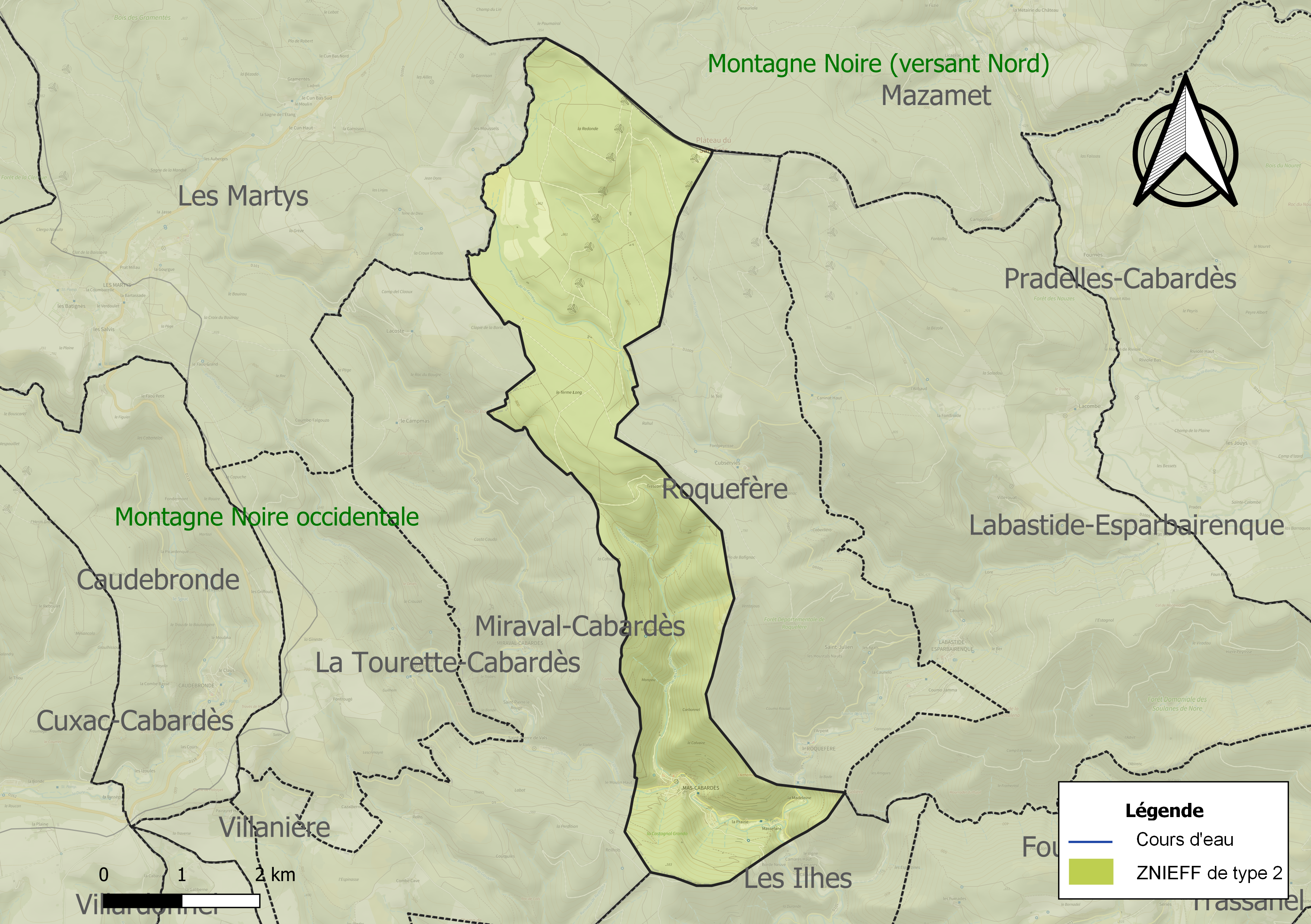
Carte des ZNIEFF de type 2 sur la commune.

## Urbanisme

### Typologie
Au 1er janvier 2024, Mas-Cabardès est catégorisée commune rurale à habitat dispersé, selon la nouvelle grille communale de densité à 7 niveaux définie par l'Insee en 2022.
Elle est située hors unité urbaine. Par ailleurs la commune fait partie de l'aire d'attraction de Carcassonne, dont elle est une commune de la couronne,. Cette aire, qui regroupe 115 communes, est catégorisée dans les aires de 50 000 à moins de 200 000 habitants,.

### Occupation des sols
L'occupation des sols de la commune, telle qu'elle ressort de la base de données européenne d’occupation biophysique des sols Corine Land Cover (CLC), est marquée par l'importance des forêts et milieux semi-naturels (90,9 % en 2018), en diminution par rapport à 1990 (92,2 %). La répartition détaillée en 2018 est la suivante : 
forêts (79,9 %), milieux à végétation arbustive et/ou herbacée (11 %), prairies (5,4 %), zones agricoles hétérogènes (3,7 %). L'évolution de l’occupation des sols de la commune et de ses infrastructures peut être observée sur les différentes représentations cartographiques du territoire : la carte de Cassini (XVIIIe siècle), la carte d'état-major (1820-1866) et les cartes ou photos aériennes de l'IGN pour la période actuelle (1950 à aujourd'hui).

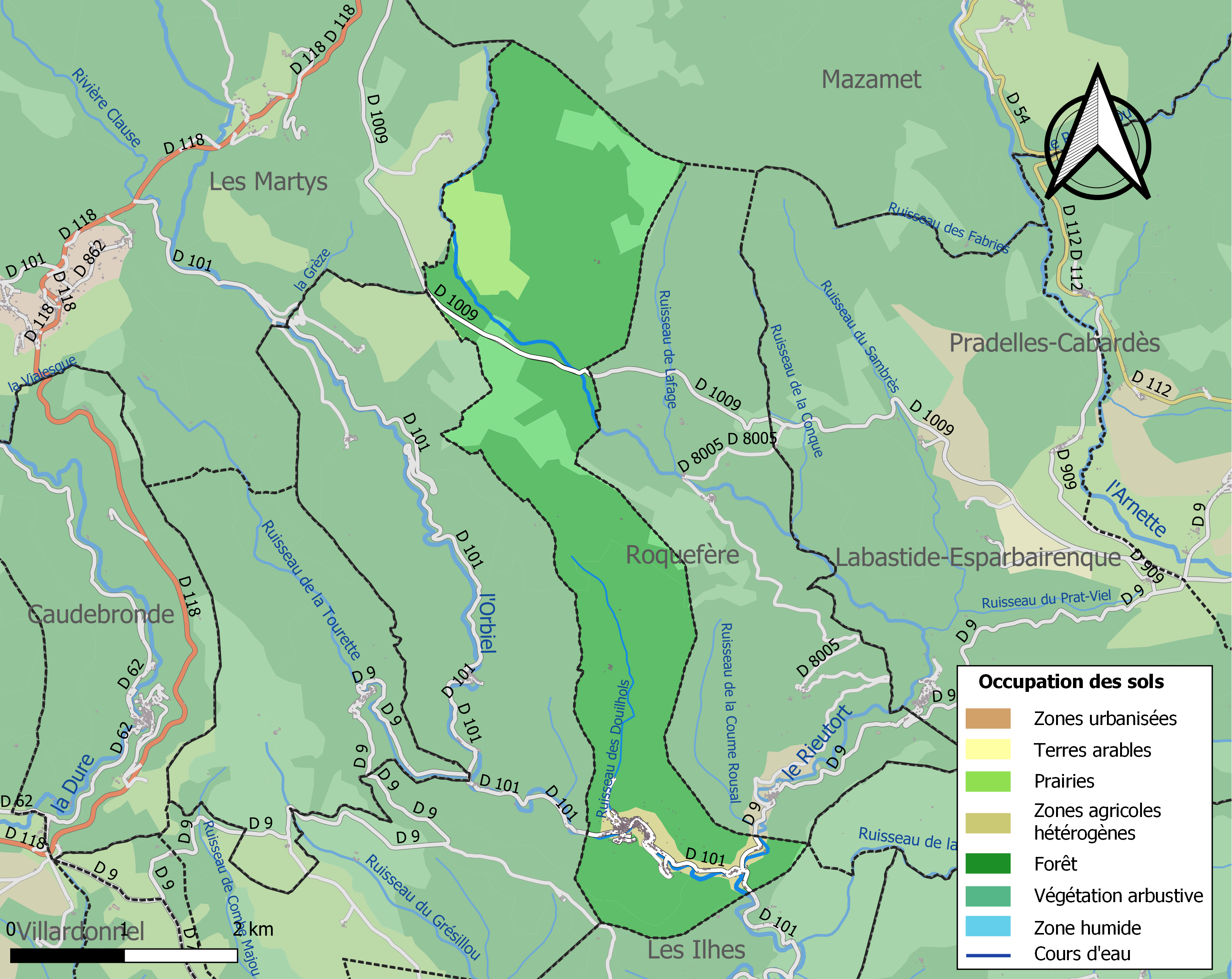
Carte des infrastructures et de l'occupation des sols de la commune en 2018 (CLC).

### Risques majeurs
Le territoire de la commune de Mas-Cabardès est vulnérable à différents aléas naturels : météorologiques (tempête, orage, neige, grand froid, canicule ou sécheresse), inondations, feux de forêts et séisme (sismicité très faible). Il est également exposé à un risque particulier : le risque de radon. Un site publié par le BRGM permet d'évaluer simplement et rapidement les risques d'un bien localisé soit par son adresse soit par le numéro de sa parcelle.

#### Risques naturels
Certaines parties du territoire communal sont susceptibles d’être affectées par le risque d’inondation par débordement de cours d'eau, notamment l'Orbiel et le Rieutort. La commune a été reconnue en état de catastrophe naturelle au titre des dommages causés par les inondations et coulées de boue survenues en 1982, 1992, 1996, 1999, 2005, 2009, 2011, 2018 et 2020,.

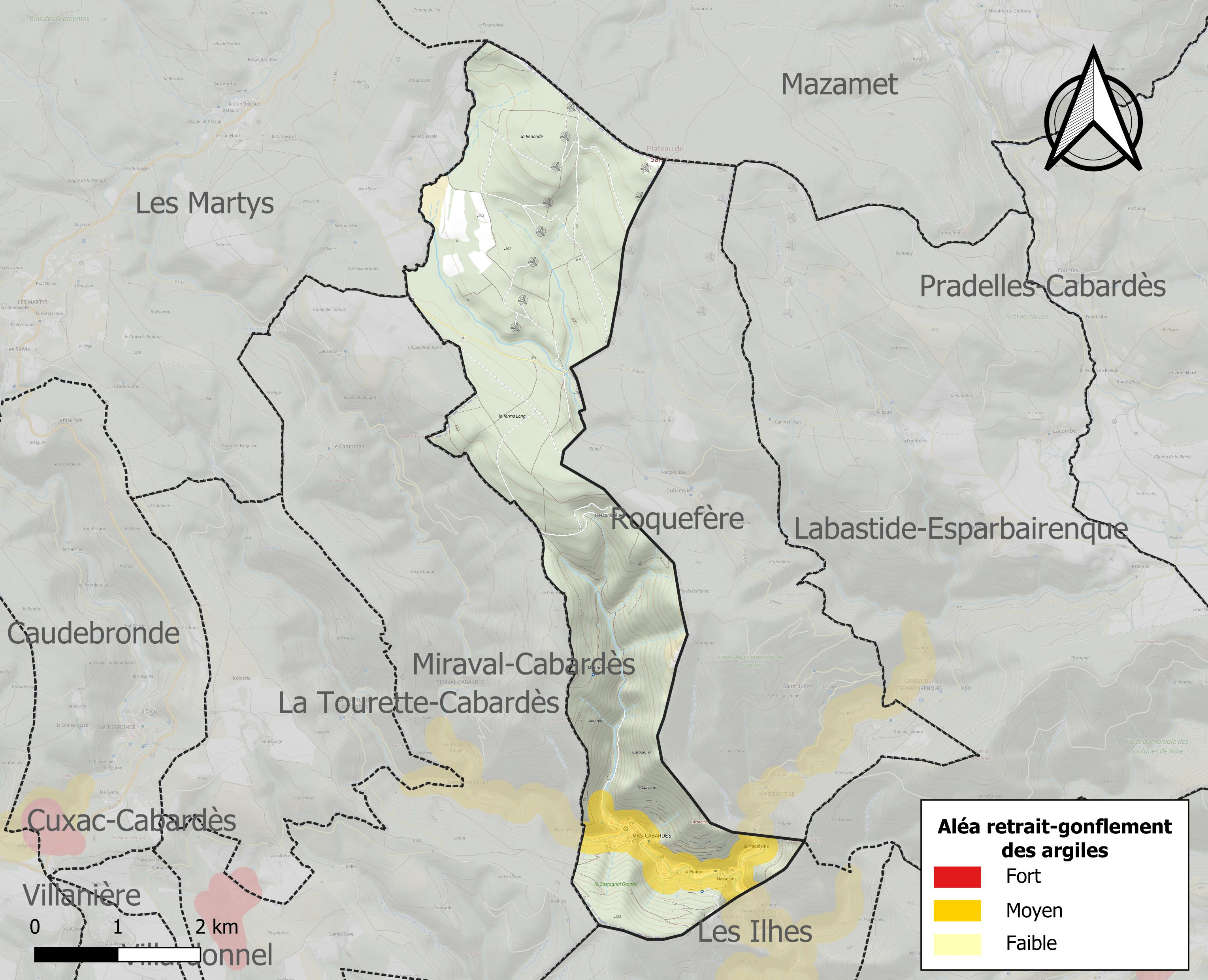
Carte des zones d'aléa retrait-gonflement des sols argileux de Mas-Cabardès.

Le retrait-gonflement des sols argileux est susceptible d'engendrer des dommages importants aux bâtiments en cas d’alternance de périodes de sécheresse et de pluie. 7,3 % de la superficie communale est en aléa moyen ou fort (75,2 % au niveau départemental et 48,5 % au niveau national). Sur les 190 bâtiments dénombrés sur la commune en 2019, 188 sont en aléa moyen ou fort, soit 99 %, à comparer aux 94 % au niveau départemental et 54 % au niveau national. Une cartographie de l'exposition du territoire national au retrait gonflement des sols argileux est disponible sur le site du BRGM,.

#### Risque particulier
Dans plusieurs parties du territoire national, le radon, accumulé dans certains logements ou autres locaux, peut constituer une source significative d’exposition de la population aux rayonnements ionisants. Certaines communes du département sont concernées par le risque radon à un niveau plus ou moins élevé. Selon la classification de 2018, la commune de Mas-Cabardès est classée en zone 3, à savoir zone à potentiel radon significatif.

## Histoire

### Moyen-Âge
Les premières informations écrites sur le Mas-Cabardès datent du IXe siècle. En effet c’est à l’époque carolingienne que s’est installée sur le site de l’église actuelle l’abbaye Saint-Étienne de Cabaret. Cette abbaye, vraisemblablement le premier édifice religieux fondé dans le Haut Cabardès, a eu un rayonnement important sur le territoire environnant en le défrichant et en contribuant ainsi à son occupation par l’homme.
Au XIIe siècle, le monastère devint propriété du chapitre Saint-Nazaire de Carcassonne. En 1236 Guillaume Arnaud, chanoine de la cathédrale et futur évêque de Carcassonne, fut nommé prieur du Mas. À cette époque, le Mas est une seigneurie ecclésiastique importante jouxtant les deux seigneuries « laïques » de Cabaret et de Miraval.
Le château du Mas est cité dans des textes du début du XIVe siècle. Il est aujourd’hui à l’état de ruine, mais quelques vestiges dominant le village actuel sur une boucle de l’Orbiel subsistent encore.

### Temps modernes et époque contemporaine
Au XVIe siècle, le village est comme toute la région secoué par les guerres de Religion. Entre 1560 et 1592, le Mas joue un rôle stratégique important ; il est le siège de plusieurs garnisons et constitue un lieu de passage pour les troupes. C’est ainsi qu’en 1562 le maréchal de Joyeuse y dépêcha Roger de Cahuzac, seigneur de Caux, à la tête de  300 hommes pour empêcher les huguenots venus de Castres et de Mazamet de s’emparer des terres du Chapitre.
De nombreux autres faits d’armes sont signalés durant cette période. On peut relever ceux du capitaine Jehan de Celles, originaire du Mas, qui prit part à de nombreux combats au service du Roi. En 1574, il participa avec 100 hommes de sa compagnie à la reprise de Roquefère qui était tombée aux mains de huguenots. Après 1592, la région connut une période de calme provisoire. La reprise des hostilités en 1621 fut à l’origine de nombreuses atrocités commises dans les fermes et les villages environnants. Mais le Mas semble être resté à l’abri de ces  exactions. Il a même constitué un refuge pour les paysans et villageois des alentours. La fin des guerres de religion en 1629 ne déboucha pas pour autant sur la fin des malheurs de la communauté. La guerre contre l’Espagne fut l’occasion de nombreux passages de troupes qui provoquèrent des pillages et des violences contre les habitants. En 1659, le traité des Pyrénées mit fin à la guerre et à cette période troublée.
Durant la Révolution, le Mas connut une intense activité politique. Mais il n’y eut pas d’événement dramatique. Tout en appliquant les lois révolutionnaires, la communauté a fait preuve de mesure et de modération.
À partir des années 1930 le développement de la mine de Salsigne permet au village et à  l’ensemble de la région de connaître un regain d’activités. Mais cette reprise n'est que provisoire. La mine rencontrera des difficultés financières à partir des années 1950 et une chute progressive du nombre de ses ouvriers pour aboutir à une activité réduite à partir des années 1980 et une fermeture définitive au début des années 2000. L’usine de délainage de l’Orbiel située dans le village voisin des Ilhes a connu le même sort en 1993.
Il s’ensuivra un exode rural significatif. Mais cet exode est actuellement en partie compensé par le « retour au pays » au moment de la retraite d’un certain nombre d’habitants « exilés économiques » dans d’autres régions françaises.
Le village a été le chef-lieu du canton de Mas-Cabardès jusqu'à sa suppression en 2015.

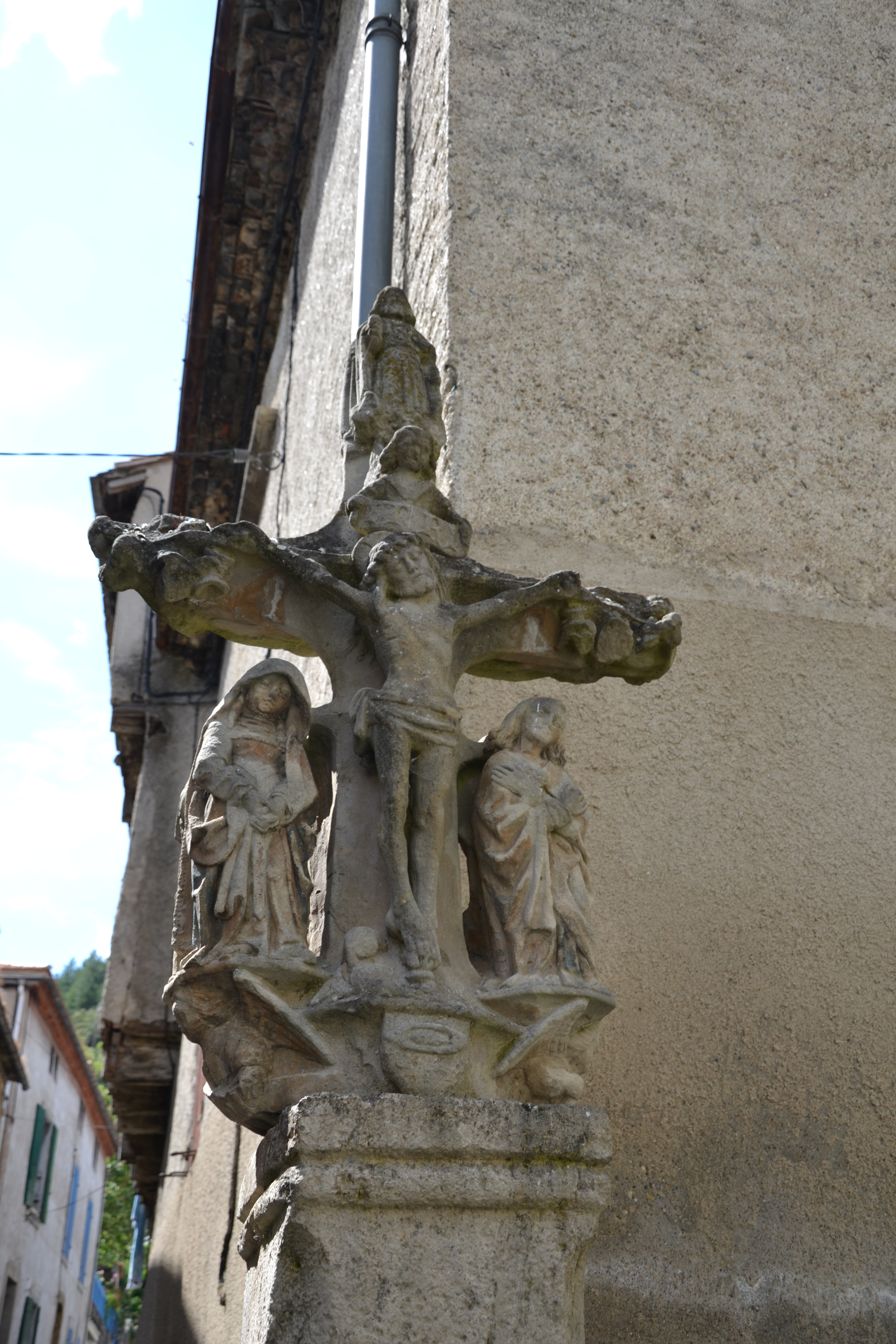
Croix des Tisserands.

### Le rôle de l'industrie textile
Sur le plan économique, l’histoire du village et plus largement celle de la vallée de l’Orbiel sont marquées par le développement de l’industrie textile. La fabrication et le commerce des draps ont contribué à la prospérité du lieu. Les maisons à encorbellement et à colombages construites par des marchands aisés au XVIe siècle et XVIIe siècle, et dont certaines sont encore visibles aujourd’hui, témoignent de l’importance de cette activité. La très belle croix du Mas Cabardès connue sous le nom de croix des Tisserands est également significative à cet égard.
À la fin du XVIIIe siècle la concurrence d’autres régions s’intensifie et l’industrie textile périclite. Il ne reste plus un seul fabricant dans un village qui en comptait plus de 20 quelques années plus tôt.

## Politique et administration

### Liste des maires
| Période   | Période   | Identité             | Étiquette | Qualité                                                   |
| --------- | --------- | -------------------- | --------- | --------------------------------------------------------- |
| mars 1977 | 2014      | Jacques Sablairolles | PS        | Retraité des ponts et chaussées                           |
| mars 2014 | --        | Gilbert Batlle       | SE        |                                                           |
| mars 2020 | juin 2020 | Denis Le Coz         |           | Employé (secteur privé)                                   |
| juin 2020 | en cours  | Nadia Doria          |           | Profession intermédiaire de la santé et du travail social |

## Démographie
L'évolution du nombre d'habitants est connue à travers les recensements de la population effectués dans la commune depuis 1793. Pour les communes de moins de 10 000 habitants, une enquête de recensement portant sur toute la population est réalisée tous les cinq ans, les populations de référence des années intermédiaires étant quant à elles estimées par interpolation ou extrapolation. Pour la commune, le premier recensement exhaustif entrant dans le cadre du nouveau dispositif a été réalisé en 2004.

En 2022, la commune comptait 173 habitants, en évolution de −8,47 % par rapport à 2016 (Aude : +2,65 %, France hors Mayotte : +2,11 %).
| 1793 | 1800 | 1806 | 1821 | 1831 | 1836 | 1841 | 1846 | 1851 |
| ---- | ---- | ---- | ---- | ---- | ---- | ---- | ---- | ---- |
| 607  | 670  | 762  | 781  | 748  | 795  | 825  | 864  | 895  |

| 1856 | 1861 | 1866 | 1872 | 1876 | 1881 | 1886 | 1891 | 1896 |
| ---- | ---- | ---- | ---- | ---- | ---- | ---- | ---- | ---- |
| 867  | 893  | 858  | 827  | 777  | 751  | 697  | 656  | 611  |

| 1901 | 1906 | 1911 | 1921 | 1926 | 1931 | 1936 | 1946 | 1954 |
| ---- | ---- | ---- | ---- | ---- | ---- | ---- | ---- | ---- |
| 582  | 547  | 549  | 513  | 417  | 464  | 497  | 473  | 454  |

| 1962 | 1968 | 1975 | 1982 | 1990 | 1999 | 2004 | 2006 | 2009 |
| ---- | ---- | ---- | ---- | ---- | ---- | ---- | ---- | ---- |
| 405  | 388  | 310  | 245  | 235  | 205  | 201  | 199  | 202  |

| 2014 | 2019 | 2022 | - | - | - | - | - | - |
| ---- | ---- | ---- | - | - | - | - | - | - |
| 186  | 178  | 173  | - | - | - | - | - | - |

## Socio-économie
Comme de nombreuses communes rurales éloignées d’une agglomération, le village a connu des difficultés  économiques croissantes et une forte baisse démographique accentuées par la désindustrialisation de la vallée de l’Orbiel  qui a subi la fermeture de la mine de Salsigne et des industries lainières. Les potentialités agricoles du territoire sont par ailleurs très faibles en raison d’un fond de vallée très étroit et de versants en forte pente couvertes en grande partie de forêts ; il n’y a plus aujourd’hui d’agriculteur sur le territoire communal. L’activité forestière qui reposait sur l’exploitation du châtaignier et qui procurait un revenu complémentaire à certains habitants a elle aussi disparu depuis plusieurs décennies. Une petite activité touristique s’est développée avec la création de quelques gîtes ruraux loués en période estivale, mais elle est loin de compenser le phénomène de désindustrialisation.
Le village comprend aujourd’hui une majorité de retraités, mais aussi quelques néo habitants permanents ou intermittents parmi lesquels une petite communauté étrangère séduite par le charme et la tranquillité du lieu.
Le statut de chef-lieu de canton conservé jusqu’en 2014 a permis à la commune de conserver certains services publics indispensables aux habitants : école primaire, agence postale, gendarmerie. Il n’y a plus de service de santé permanent, mais seulement la visite d’un médecin un jour par semaine. Le village compte une épicerie et bénéficie du passage régulier d’autres commerçants ambulants (boucherie, poissonnerie,…). On note aussi le développement d’une entreprise de maçonnerie permettant de répondre aux besoins croissants dans ce domaine de la population et des collectivités locales.

## Économie

### Revenus
En 2018  (données Insee publiées en septembre 2021), la commune compte 81 ménages fiscaux, regroupant 165 personnes. La médiane du revenu disponible par unité de consommation est de 18 630 € (19 240 € dans le département).

### Emploi
| Division       | 2008   | 2013   | 2018   |
| -------------- | ------ | ------ | ------ |
| Commune        | 8,5 %  | 9 %    | 8,5 %  |
| Département    | 10,2 % | 12,8 % | 12,6 % |
| France entière | 8,3 %  | 10 %   | 10 %   |

En 2018, la population âgée de 15 à 64 ans s'élève à 96 personnes, parmi lesquelles on compte 61,7 % d'actifs (53,2 % ayant un emploi et 8,5 % de chômeurs) et 38,3 % d'inactifs,. En  2018, le taux de chômage communal (au sens du recensement) des 15-64 ans est inférieur à celui de la France et du département, alors qu'en 2008 il était supérieur à celui de la France.
La commune fait partie de la couronne de l'aire d'attraction de Carcassonne, du fait qu'au moins 15 % des actifs travaillent dans le pôle,. Elle compte 23 emplois en 2018, contre 31 en 2013 et 25 en 2008. Le nombre d'actifs ayant un emploi résidant dans la commune est de 51, soit un indicateur de concentration d'emploi de 45,8 % et un taux d'activité parmi les 15 ans ou plus de 38,3 %.
Sur ces 51 actifs de 15 ans ou plus ayant un emploi, 16 travaillent dans la commune, soit 32 % des habitants. Pour se rendre au travail, 74 % des habitants utilisent un véhicule personnel ou de fonction à quatre roues, 6 % les transports en commun, 8 % s'y rendent en deux-roues, à vélo ou à pied et 12 % n'ont pas besoin de transport (travail au domicile).

### Activités hors agriculture
13 établissements sont implantés  à Mas-Cabardès au 31 décembre 2019.
Le secteur 1 est prépondérant sur la commune puisqu'il représente 30,8 % du nombre total d'établissements de la commune (4 sur les 13 entreprises implantées  à Mas-Cabardès), contre 8,8 % au niveau départemental.

### Agriculture
|               | 1988 | 2000 | 2010 | 2020 |
| ------------- | ---- | ---- | ---- | ---- |
| Exploitations | 9    | 2    | 1    | 2    |
| SAU (ha)      | 10   | 24   | 25   | 29   |

La commune est dans la Montagne Noire, une petite région agricole occupant le nord-ouest du département de l'Aude,. En 2020, l'orientation technico-économique de l'agriculture  sur la commune est la viticulture. Deux exploitations agricoles ayant leur siège dans la commune sont dénombrées lors du recensement agricole de 2020 (neuf en 1988). La superficie agricole utilisée est de 29 ha,,.

## Culture locale et patrimoine

### Lieux et monuments

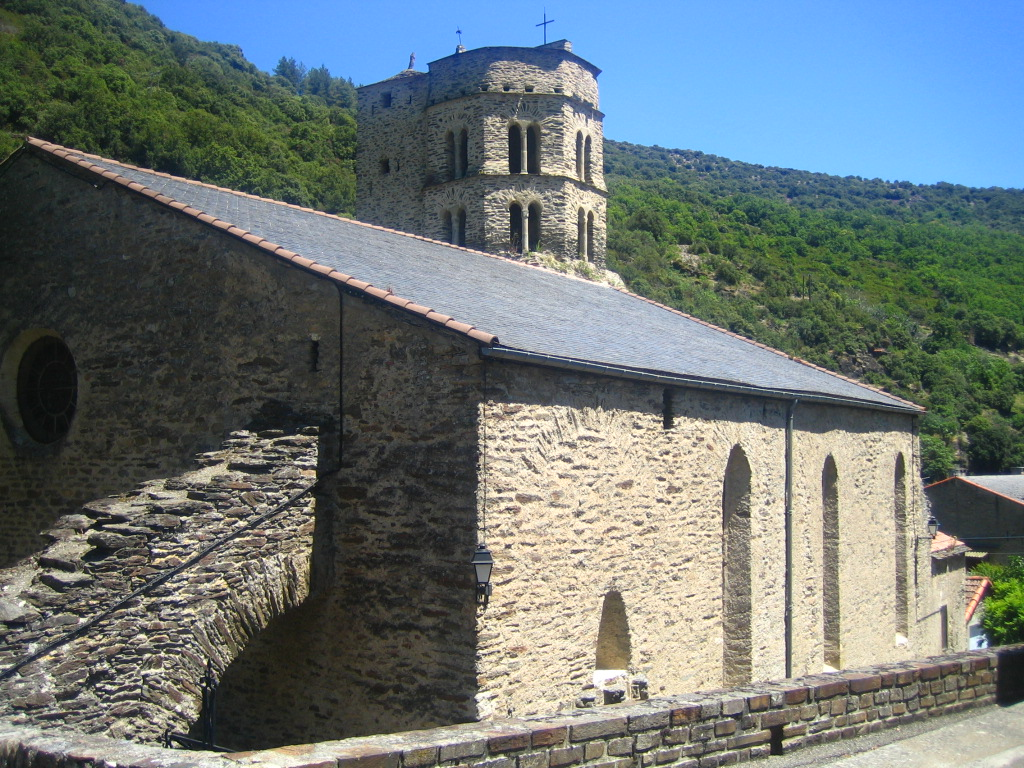
Église Saint-Étienne.

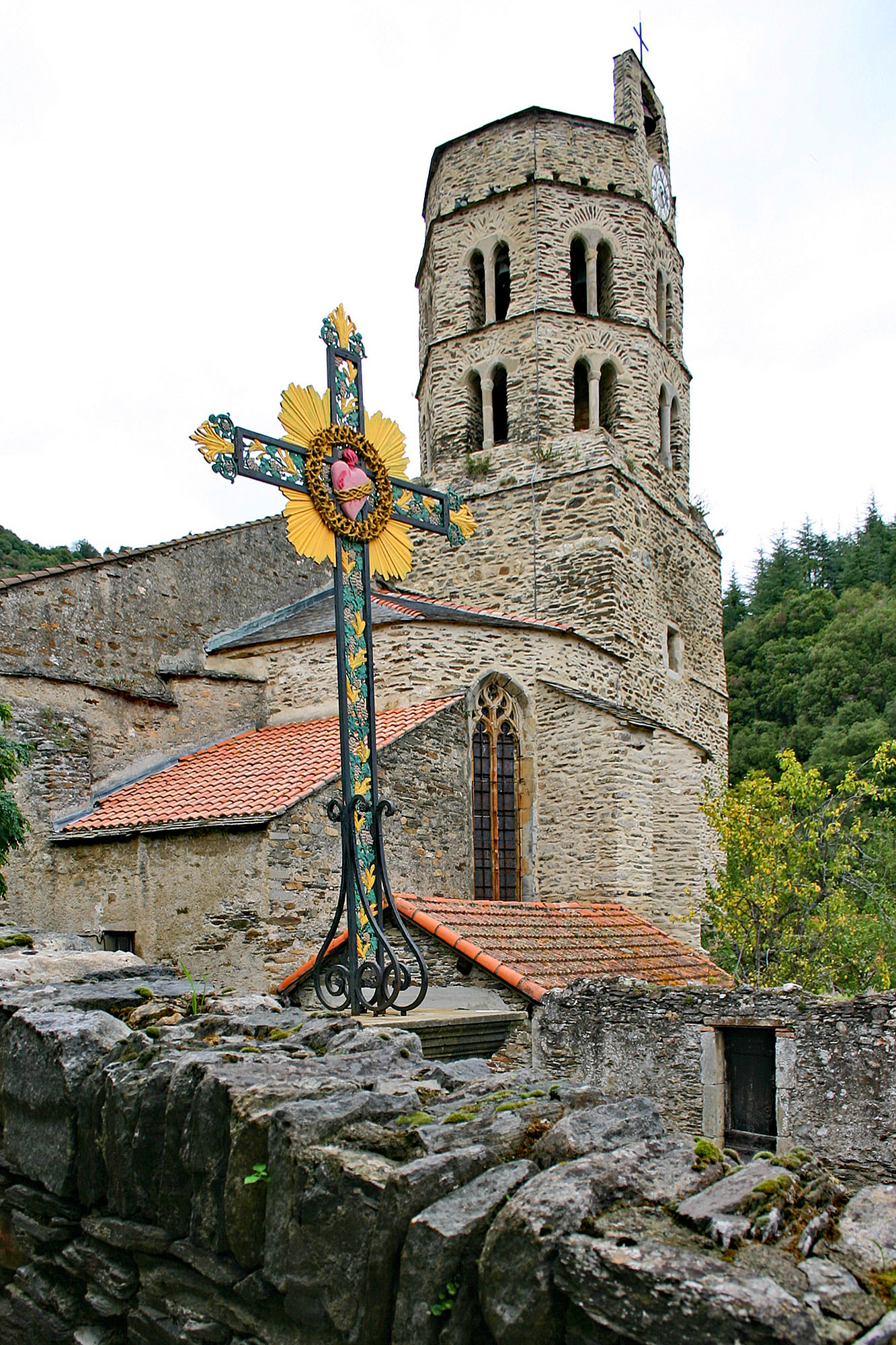
L'église Saint-Etienne.

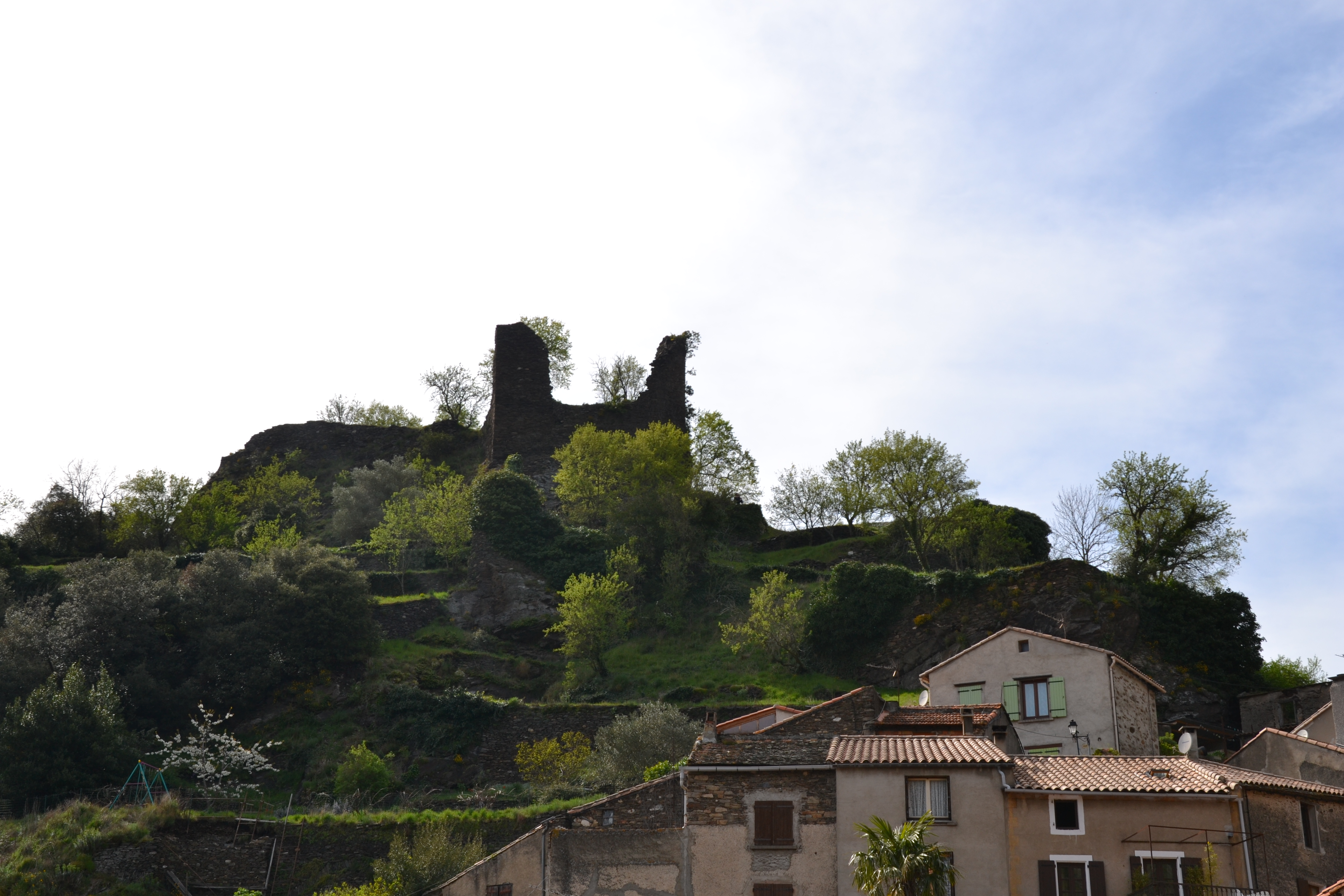
Vestiges du château.

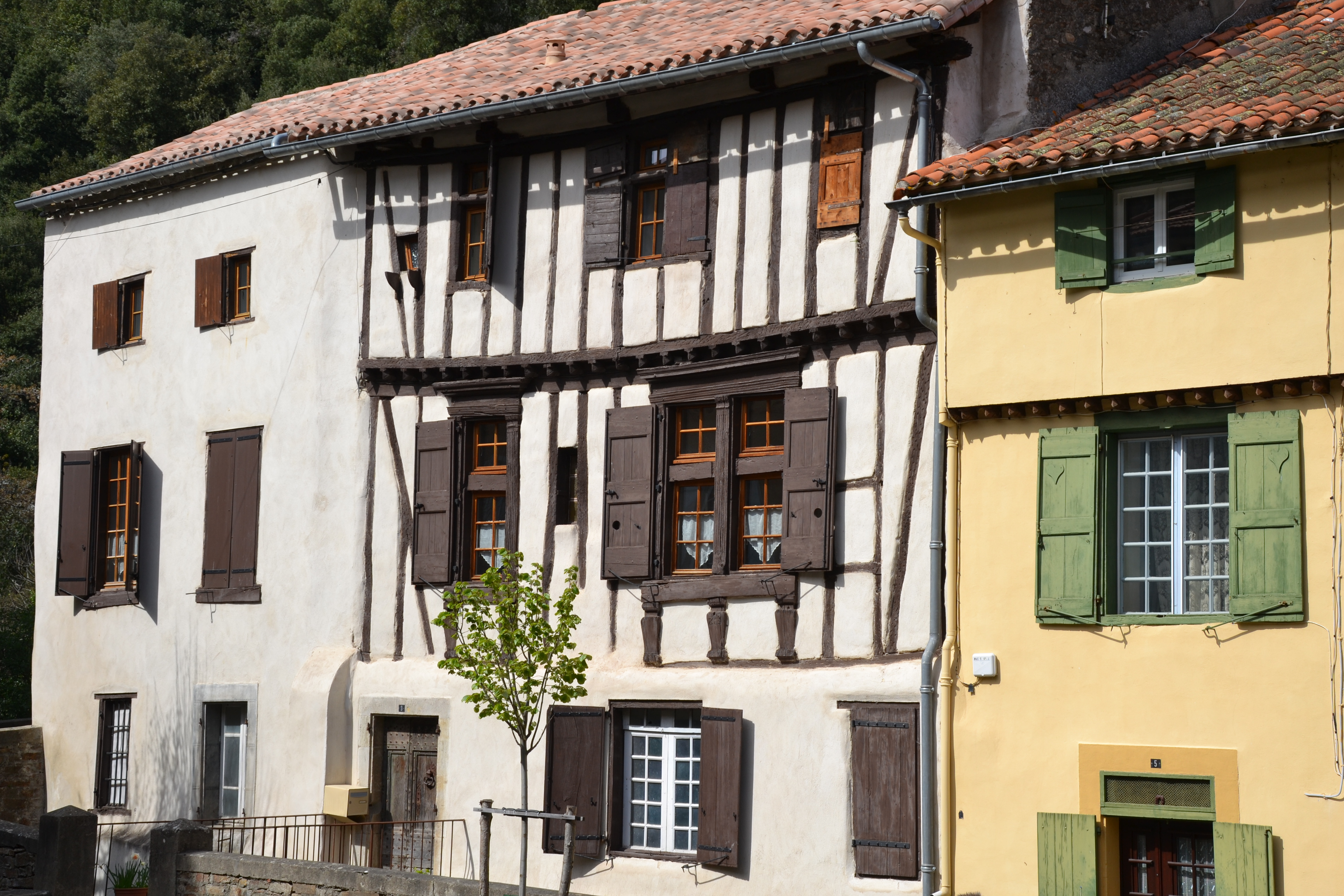
Maison à colombage.

- Église Saint-Étienne de Mas-Cabardès

Le clocher a été inscrit au titre des monuments historiques en 1926.
L'édifice actuel date du XVIe siècle. Son clocher octogonal semblable à celui de La Tourette-Cabardès est percé de fenêtres géminées sur deux étages. Une tour rectangulaire abritant un escalier à vis lui est accolée. L'intérieur de l'église contient un magnifique retable daté de la fin du XVe siècle situé dans la chapelle Notre-Dame de la Barthe. Au fond de l'église se trouve un tableau non signé du XVIe siècle représentant la lapidation de saint Étienne.
- Chapelle des Pénitents Noirs de Mas-Cabardès.
- Croix de Mas-Cabardès

Cette croix datée de 1545 est connue sous le nom de Croix des Tisserands en raison de la présence d'une navette (symbole de cette corporation) sculptée aux pieds du Christ. Autre particularité remarquable : elle est finement travaillée sur ses deux faces. Au recto, le Christ est entouré de la Vierge Marie et de saint Jean ; au verso la Vierge est encadrée par saint Michel et saint Étienne, patron de la paroisse.
- Château de Mas-Cabardès

Ce château médiéval du XIIIe siècle domine le village et la vallée de l'Orbiel. De cette ancienne fortification, ne subsistent aujourd'hui que quelques pans de murs.
- Maisons à encorbellement et colombage.

Plusieurs demeures datant du XVIe siècle et du XVIIe siècle sont encore visibles. La plus ancienne située sur la place centrale est datée de 1583. Elles témoignent de la prospérité du village à cette époque.

### Personnalités liées à la commune
- Ernest Ferroul (1853-1921), homme politique français jouant un rôle déterminant lors de la révolte des vignerons du Languedoc en 1907, est né à Mas-Cabardès.

### Héraldique
| Blason de Mas-Cabardès | Blason  | Palé d'azur et d'or de quatre pièces.            |
| Blason de Mas-Cabardès | Détails | Le statut officiel du blason reste à déterminer. |